# Joseph Cotten
Joseph Cotten   (Petersburg, 15 de maig de 1905 - Los Angeles, 6 de febrer de 1994) fou un actor estatunidenc arribat al cinema de la mà de Orson Welles, col·laborant en pel·lícules com Ciutadà Kane o El tercer home, i conegut pel gran públic per algunes de les seves grans interpretacions a pel·lícules d'Alfred Hitchcock (Shadow of a Doubt i Under Capricorn).
Diversos crítics de cinema i mitjans de comunicació l'han considerat com un dels millors actors que mai han rebut una nominació pels Oscar.

## Biografia
Va néixer al si d'una família de l'alta societat. Els seus pares, Sally Bartlett i Joseph Cotten Sr. van tenir altres dos fills, Whit i Sam, sent Joseph el més gran. El 1931 es va casar amb la seva primera dona, Leonore Kipp, una pianista, i el seu matrimoni va durar fins a la mort d'ella en l'any 1960. Durant la Segona Guerra Mundial va servir a la Primera Unitat Cinematogràfica de les Forces Aèries de l'Exèrcit dels Estats Units.
En l'any 1960 es va casar amb Patricia Medina, i el matrimoni va durar 34 anys, fins a la mort d'ell. Després d'una llarga lluita contra el càncer, va morir de pneumònia l'any 1994.

### Teatre
Va estudiar interpretació a la Hickman School, a Washington DC. Va treballar com a crític de cinema per a Miami Herald, també es va dedicar a la publicitat, a la ràdio i al teatre, tenint lloc el seu debut a Broadway l'any 1930. Va interpretar papers principals en obres teatrals com Jezabel, Juli Cèsar, Històries de Filadèlfia, (al costat de Katharine Hepburn), i Sabrina Fair.
Va ser en aquest ambient teatral on va conèixer Orson Welles, i amb el qual va fundar, el 1937, el Mercury Theatre.

## Filmografia
- Too Much Johnson (1938) (paper curt)
- Ciutadà Kane (Citizen Kane) (1941)
- Lydia (1941)
- Els magnífics Amberson (The Magnificent Ambersons) (1942)
- Shadow of a Doubt (1943)
- Istanbul (Journey into Fear) (1943)
- Hers to Hold (1943)
- Gaslight (1944)
- Since You Went Away (1944)
- I'll Be Seeing You (1945)
- Love Letters (1945)
- Duel in the Sun (1946)
- The Farmer's Daughter (1947)
- Retrat de Jennie (Portrait of Jennie) (1948)
- El tercer home (The Third Man) (1949)
- Under Capricorn (1949)
- Beyond the Forest (1949)
- Two Flags West (1950)
- Walk Softly, Stranger (1950)
- September Affair (1950)
- Half Angel (1951)
- Peking Express (1951)
- The Man with a Cloak (1951)
- Othello (1952)
- The Wild Heart (1952) (narrador)
- Frontera oberta (Untamed Frontier) (1952)
- The Steel Trap (1952)
- Egypt by Three (1953) (narrador)
- Niagara (1953)
- A Blueprint for Murder (1953)
- Vom Himmel gefallen or Special Delivery (1955)
- The Bottom of the Bottle (1956)
- The Killer Is Loose (1956)
- The Halliday Brand (1957)
- Touch of Evil (1958)
- From the Earth to the Moon (1958)
- The Angel Wore Red (1960)
- L'últim capvespre (The Last Sunset) (1961)
- Hush… Hush, Sweet Charlotte (1964)
- The Great Sioux Massacre (1965)
- The Money Trap (1965)
- The Oscar (1966)
- The Tramplers (1966)
- The Cruel Ones (1967)
- Brighty of the Grand Canyon (1967)
- Jack of Diamonds (1967)
- Days of Fire (1968)
- Gangster '70 (1968)
- Petúlia (Petulia) (1968)
- White Comanche (1968)
- Keene (1969)
- Latitude Zero (1969)
- The Lonely Profession (1969)
- The Grasshopper (1970)
- Tora! Tora! Tora! (1970)
- L'abominable Dr. Phibes (The Abominable Dr. Phibes) (1971)
- Lady Frankenstein (1971)
- Baron Blood (1972)
- Doomsday Voyage (1972)
- The Scientific Cardplayer (1972)
- A Delicate Balance (1973)
- Soylent Green (1973)
- Syndicate Sadists (1975)
- Timber Tramps (1975)
- A Whisper in the Dark (1976)
- F for Fake (1976) (documental)
- Twilight's Last Gleaming (1977)
- Airport '77 (1977)
- Last In, First Out (1978)
- Caravans (1978)
- Concorde Affair (1978)
- Island of the Fishmen (1979)
- Concorde Affair '79 (1979)
- Guyana: Crime of the Century (1979)
- The Hearse (1980)
- Delusion (1980)
- Heaven's Gate (1980)
- The Survivor (1981)